# Myrcia hilariana
Myrcia hilariana är en myrtenväxtart som beskrevs av Otto Karl Berg. Myrcia hilariana ingår i släktet Myrcia och familjen myrtenväxter. Inga underarter finns listade i Catalogue of Life.